# Anton Brugmans

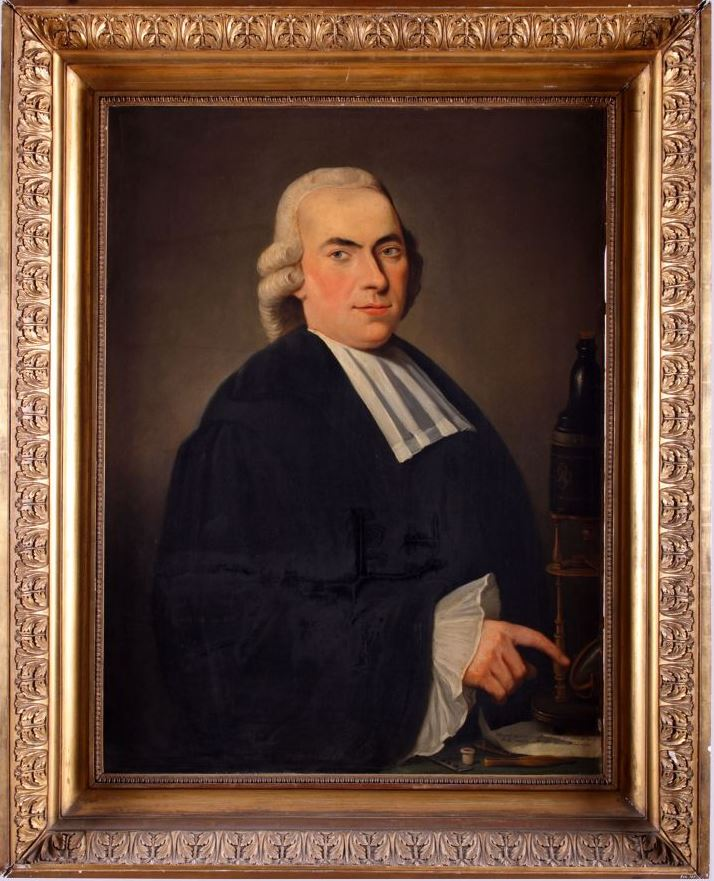
Antonius Brugmans
(Museum Martena)

Anton Brugmans, auch Antonius Brugmans, (* 1732; † 1789) war ein niederländischer Physiker. Er war ab 1767 Professor für Philosophie und Mathematik in Groningen.
Brugmans vertrat eine Zweiflüssigkeitstheorie des Magnetismus, wie auch der Schwede Johan Wilcke. Die Flüssigkeiten entsprachen den beiden magnetischen Polen und wurden nach ihm ustral und boreal benannt. Sie entsprach der damals ebenfalls verbreiteten Zweiflüssigkeitstheorie der Elektrizität (Robert Symmer und andere). Er stellte viele Experimente zum Magnetismus an, zum Beispiel zur Neigung und Richtung des Magnetfelds im Raum, und entdeckte, dass Bismut von Magneten abgestoßen wird (Diamagnetismus).
Brugmans war auch 1755 bis 1766 Professor in Franeker gewesen. Dort war er ein Schüler des Bernoulli- und Wolff-Schülers Samuel König gewesen. Sein Vorgänger in Groningen war der Schweizer Nicolaas Engelhard (1696–1765) und einer seiner Vorgänger war in Groningen der berühmte Mathematiker Johann I Bernoulli (1695 bis 1705). 1783 wurde er zum Mitglied der Göttinger Akademie der Wissenschaften gewählt.
Er war der Vater des Botanikers Sebald Justinus Brugmans.

## Schriften

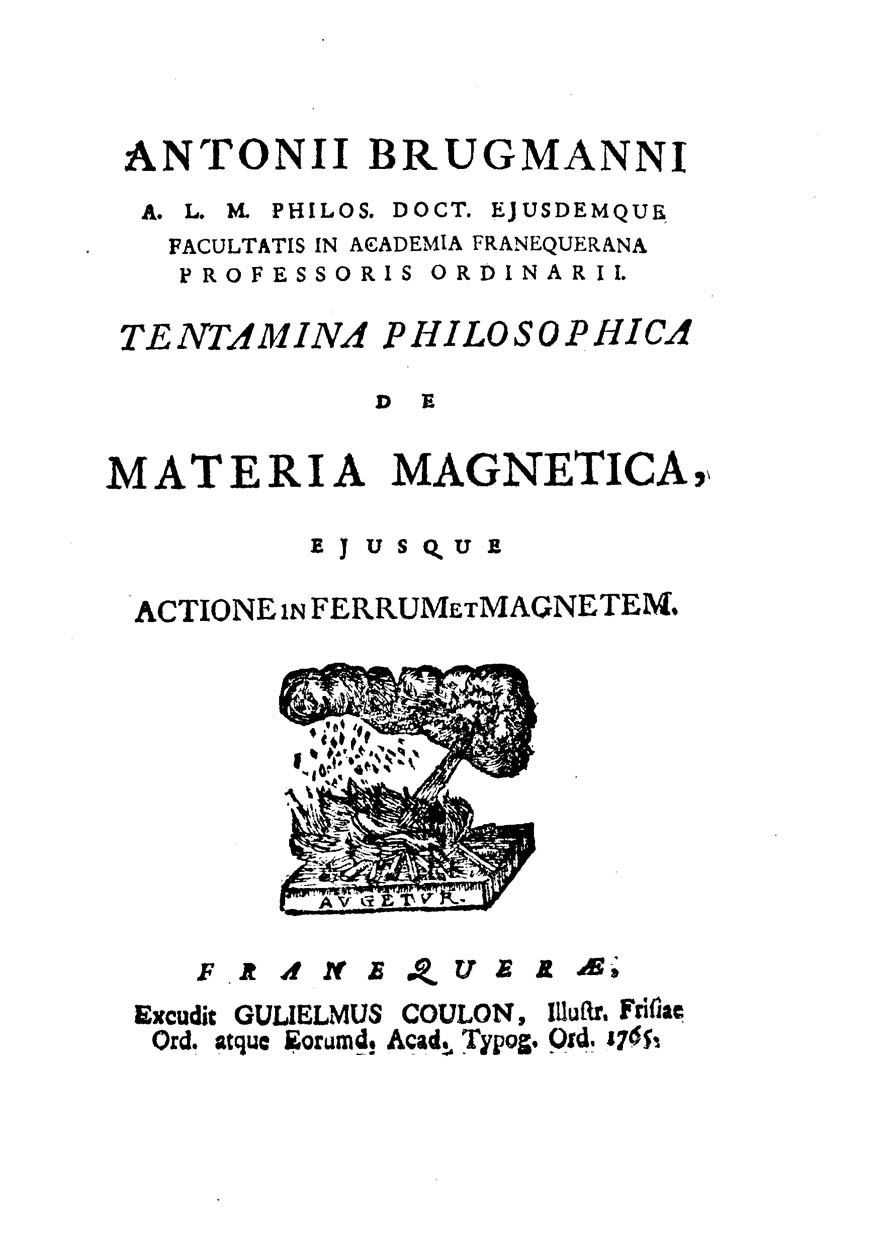
Tentamina philosophica de materia magnetica eiusque actione in ferrum et magnetem, 1765

- Tentamina philosophica de materia magnetica. Franeker 1765. (Digitalisat)
- Antonii Brugmans Magnetismus, seu, De affinitatibus magneticis observationes academicæ. Van Damme, Leiden 1778. (Digitalisat)
- Beobachtungen über die Verwandtschaften des Magnets. Leipzig 1781. (übersetzt und mit Anmerkungen versehen von Christian Gotthold Eschenbach), Reprint Olms 2004, Digitalisat
- Philosophische Versuche über die magnetische Materie und deren Wirkung in Eisen und Magnet. Leipzig 1784.